# Ukbara
‘Ukbarâ (عكبرا) era una città medievale irachena, situata sulla riva sinistra del Tigri, tra Samarra e Baghdad. Da allora il Tigri ha cambiato il suo corso e le rovine di ‘Ukbarâ si trovano lontano dal fiume. Il suo nome ha forse ispirato il nome Uqbar nel racconto di Borges Tlön, Uqbar, Orbis Tertius.
La città venne ricostruita da Sapore I con il nome di Vuzurg-Shapur.